# HNK Sloga Uskoplje
HNK Sloga este o echipă de fotbal din Uskoplje, Bosnia și Herzegovina.

## Jucători notabili
- Berislav Miloš